# محمد بن تركية
هو محمد بن محمد بن محمد الهاشمي بن تركية.(1880-1959) رجل مسرح تونسي.  ترجم له الأستاذ المنصف شرف الدين ترجمة ضافية في كتابه المسمّى من روّاد المسرح التّونسي وأعلامه وعدّه من الأوائل الذين ساهموا في ظهور المسرح التّونسي. وهذه الترجمة هي التي نعتمدها بالأساس للتعريف به مع إضافات.
"ولد محمد بن تركية بمساكن حوالي سنة 1880 وتعلّم بها فدخل الكتّاب. ثم دخل المدرسة الابتدائية العربية الفرنسية التي بدأت تعلّم بمساكن منذ 1884... توفي أبوه في عنفوان الشباب فكفلته وأخويه صالح ومحمود أمّه.
انتقل إلى تونس لمواصلة الدّراسة منذ سنة 1902 ونزل عند أقربائه بنهج سيدي علي عزوز. لكنه انقطع واشتغل في القنصلية الإيطالية مكلفا بالبريد والسواح وذوي الحاجة من الإيطاليين. وكانت مهمّته تتمثل في البحث عمن يستحق المساعدة من الإيطاليين. فكان يذهب كل يوم أربعاء إلى سيسيليا الصغرى (الحي الذي كان قرب الرصيف بتونس وقد أزيل اليوم ليتحول إلى منطقة ترفيهية عصرية).
تمكن من الحصول على محل للسكنى بسيدي منصور وتعرّف على أرملة إيطالية تزوجها وأنجبت منه خمسة أبناء منهم المرحوم حميدة بن تركية الذي كان حارس مرمى الترجي الرياضي التونسي الذي عوّض الحارس الممتاز المرحوم العروسي التسوري عندما انضم هذا الأخير في أوائل الأربعينات إلى فريق الشرطة لكرة القدم (الأولمبي التونسي). ثم تزوّج بعد وفاة زوجته الإيطالية أخت المرحوم البشير المتهنّي الصغرى.
وللمرحوم محمد بن تركية أياد بيضاء على المسرح التّونسي، من ذلك أنّه عندما قرّر الجوق التّونسي المصري تقديم باكورة أعماله في جوان 1909 وهي مسرحية «نديم أو صدق الإخاء» تأليف إسماعيل عاصم كان عليه أن يعدّ ملابس لهذه المسرحية فتمّ شراء القماش في المغازة الجزائرية ووقع تقسيط الثمن لمدّة عام. وقرّرت كمبيالات أمضاها محمد بن تركية والهادي الأرناؤوط العاملان بالقنصلية الإيطالية لأنّهما كانا موظفين لهما جراية قارة يمكن حجزها عند الاقتضاء. ثم وقع إيفاد أحد العناصر المصريّة (وهو أحمد عفيفي) إلى مصر لإحضار مطرب وممثل فكاهي وقرّر التونسيون الاكتتاب لجمع الأربعمائة فرنكا معلوم السفر إلى الإسكندرية وكان قد انضم إلى الجوق شاب تونسي آخر هو الحبيب المانع.
وبقي جانب من المال في صندوق الجوق ورغم حاجة ابن تركية إلى المال فإنّه استمرّ يسدّد ما يحل أجله من كمبيالات من ماله الخاص مع زميله ولم يطالب بسحب رصيد الفواضل الموجود بصندوق الجوق. وكان يتولى طبع عناوين المشتركين في الصحف (الزّمان، الصّواب، ولسان الشّعب والزّهرة) بمنزله الكائن بنهج المفتي ليتحصل على دخل إضافي. ولم تكن هذه التّضحية الوحيدة من نوعها التي تحمّل محمد بن تركية (وغيره من الرواد) في سبيل المسرح بل كان لا يتردّد في معاضدة جميع المشاريع الثقافية والاجتماعية.".
ونضيف على معلومات الأستاذ المنصف شرف الدين أنّ محمد بن تركية كان من مؤسسي الجمعية التمثيلية «النّجمة» سنة 1908 والجمعيّة التمثيلية «الشهامة» سنة 1910.
توفي محمد بن تركية بتونس العاصمة ودفن بها يوم 21 أكتوبر 1959.